# Labrousse
Labrousse (okzitanisch La Brossa) ist ein französischer Ort und eine Gemeinde mit 480 Einwohnern (Stand 1. Januar 2022) im Département Cantal in der Region Auvergne-Rhône-Alpes (vor 201 Auvergne). Die Gemeinde gehört zum Arrondissement Aurillac und zum Kanton Vic-sur-Cère (bis 2015 Aurillac-3). Die Einwohner werden Labroussiens genannt.

## Lage
Labrousse gehört zur historischen Region des Carladès und liegt etwa elf Kilometer südöstlich des Stadtzentrums von Aurillac. An der östlichen Gemeindegrenze verläuft das Flüsschen Embène und mündet dort in die Rasthène. Umgeben wird Labrousse von den Nachbargemeinden Vézac im Norden und Nordwesten, Carlat im Norden und Nordosten, Cros-de-Ronesque im Osten und Nordosten, Vezels-Roussy im Südosten, Teissières-lès-Bouliès im Süden, Prunet im Westen und Südwesten sowie Arpajon-sur-Cère im Westen und Nordwesten.

## Bevölkerungsentwicklung
| Jahr                       | 1962 | 1968 | 1975 | 1982 | 1990 | 1999 | 2006 | 2011 | 2016 |
| Einwohner                  | 414  | 395  | 397  | 445  | 432  | 379  | 371  | 423  | 505  |
| Quellen: Cassini und INSEE |      |      |      |      |      |      |      |      |      |

## Sehenswürdigkeiten
- Kirche Saint-Martin